# Schaakclub Max Euwe
Schaakclub Max Euwe (afgekort S.C. Max Euwe) was een schaakvereniging in Amsterdam. De club werd op 1 november 1922 opgericht en ging in september 1961 op in de fusievereniging MEMO. S.C. Max Euwe behoorde jarenlang tot de vooraanstaandste schaakverenigingen van Nederland en werd eenmaal landskampioen schaken. 
S.C. Max Euwe is een rechtsvoorganger van Schaakvereniging Max Euwe Amsterdam, die in 1994 het levenslicht zag.

## Geschiedenis
Op 1 november 1922 werd S.C. Max Euwe opgericht. De club werd vernoemd naar Max Euwe, die het jaar ervoor voor de eerste maal in zijn schaakcarrière Nederlands kampioen schaken was geworden. De vereniging begon als arbeidersschaakvereniging en had tot doel het schaken onder “burger- en arbeiderskringen” populair te maken. Specifiek richtte zij zich op schaakliefhebbers in de Weteringsbuurt, Leidsche buurt en Noorderbuurten. In de loop der tijd verbreedde de club haar doelgroep.
Max Euwe zelf was geen lid van S.C. Max Euwe (hij schaakte destijds bij de Amsterdamsche Schaakclub, dat een meer elitair karakter had), maar onderhield warme contacten getuige het feit dat hij regelmatig langs kwam voor bijzondere activiteiten, bijvoorbeeld om simultaansessies te geven. Euwe was ook deelnemer van het nationale toernooi dat ter ere van het 10-jarig jubileum van de club werd georganiseerd, en wist dat toernooi te winnen.
Ter ere van het 15-jarig bestaan van de club werd in 1938 een jubileumtoernooi gehouden, waar ook Rudolf Spielmann aan meedeed. Spielmann en Salo Landau werden gedeeld winnaar van dit toernooi.

### Clublokalen
In de beginjaren speelde S.C. Max Euwe in het gebouw De Harmonie op de Rozengracht. In 1933 verhuisde men naar "De Liefde" aan de Da Costakade 102. Vanaf 1 januari 1939 nam de club intrek in het Max Euwe Schaakhuis, gevestigd aan de Bilderdijkstraat 130. Deze locatie werd ook gebruikt als clublokaal voor andere schaakverenigingen.

### Competitie
S.C. Max Euwe was in 1923 een van de oprichters van de Amsterdamsche Schaakcompetitie. Toen in december 2025 uit dit initiatief de Amsterdamsche Schaakbond ontstond, behoorde SC Max Euwe tot de eerste verenigingen die zich bij oprichting aanmeldden. Max Euwe was een zeer succesvolle vereniging in de ASB-competitie. Tussen 1925 en 1938 werden liefst negen kampioenschappen in de wacht gesleept. Omdat promotie naar de Eerste Klasse van de landelijke KNSB-competitie destijds zeer lastig was, bleef Max Euwe lange tijd in de regionale competitie spelen.
In het seizoen 1936/37 werd de club algeheel kampioen van de Tweede klasse van de Schaakbond en mocht zij het voor het eerst opnemen in een play-off om een plek in de Eerste klasse, destijds de hoogste schaakcompetitie van Nederland. De tegenstander was de Nieuwe Rotterdamsche Schaakvereeniging. De Rotterdamse club won deze confrontatie en SC Max Euwe kon daarom geen promotie afdwingen.
Vanaf het seizoen 1938/39 mocht S.C. Max Euwe deelnemen aan de nieuw opgerichte Eerste klasse B, destijds het tweede niveau van de KNSB-competitie. In 1940 promoveerde de club naar de Eerste klasse A. Op dat niveau zou de club tot 1955 verblijven.
In het seizoen 1950/51 werd de club met onder meer Theo van Scheltinga in het team voor de eerste en enige maal in haar geschiedenis landskampioen.
S.C. Max Euwe was in 1955 de initiator van de motie op de gedelegeerdenvergadering van de Amsterdamsche Schaakbond, die leidde tot de breuk met de KNSB. Als gevolg daarvan werd de club geschrapt uit de hoofdklasse van de KNSB-competitie. De spelers van het eerste team van S.C. Max Euwe, onder wie Theo van Scheltinga, voelden zich niet in deze ontwikkeling gekend en besloten zich en bloc aan te melden bij de Amsterdamsche Schaakclub en VAS. Het betekende een flinke stap achteruit voor S.C. Max Euwe.
In 1961 besloten S.C. Max Euwe en schaakvereniging Morphy samen te gaan tot de fusieclub MEMO (een afkorting van Max Euwe en Morphy). MEMO sloot zich wederom aan bij de KNSB. MEMO zou in 1994 weer opgaan in Schaakvereniging Max Euwe Amsterdam.

## Erelijst
| Competitie                                  | Aantal | Jaren                                                                           |
| ------------------------------------------- | ------ | ------------------------------------------------------------------------------- |
| Nederlands landskampioenschap / Hoofdklasse | 1x     | 1950/51                                                                         |
| Eerste klasse B                             | 1x     | 1938/39                                                                         |
| Tweede klasse (algeheel kampioen)           | 1x     | 1936/37                                                                         |
| Hoofdklasse Amsterdamsche Schaakbond        | 9x     | 1926/27, 1928/29, 1929/30, 1932/33, 1933/34, 1934/35, 1935/36, 1936/37, 1937/38 |

## Bekende oud-leden
- Arnold van den Hoek
- Willem Koomen
- Siegfried van Mindeno
- Theo van Scheltinga
- Henk van Steenis